# Bindi

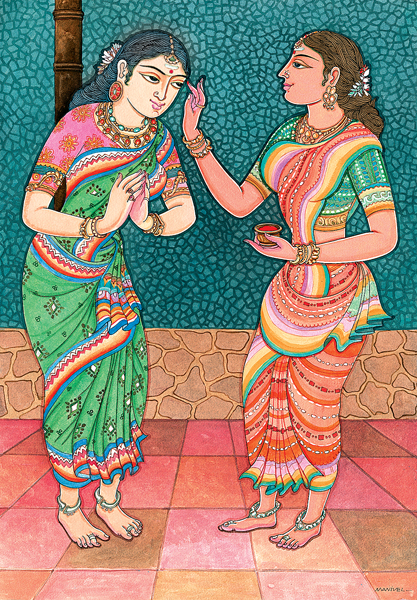
Naniesienie bindi

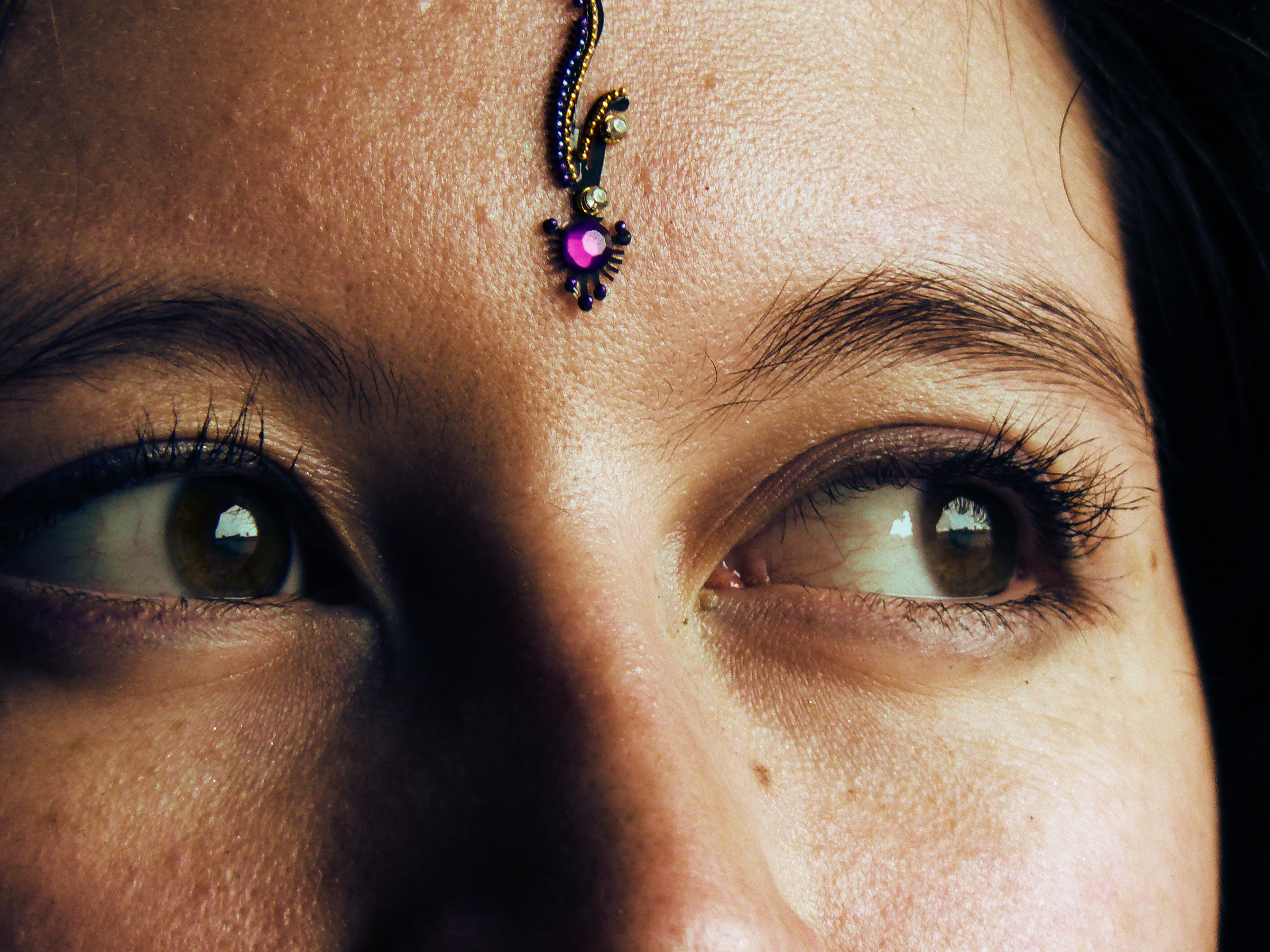
Współczesne bindi jako ozdoba

Bindi – znak na czole noszony przez kobiety na terenach znajdujących się pod wpływem hinduizmu. Czasami zwany "świętą kropką" lub "czerwoną kropką" ; symbolizuje ochronę kobiety przez jej męża lub ojca i przyjmuje postać czerwonej kropki z mineralnego pigmentu. Zwyczaje związane z bindi różnią się w zależności od regionu – na północy Indii tradycyjnie są oznaką kobiety zamężnej, podczas gdy na Południu bindi stanowi bardziej ozdobę i noszone jest często przez młode, niezamężne dziewczyny.
Z punktu widzenia ajurwedy, nie bez znaczenia jest umiejscowienie znaku. Pomiędzy brwiami znajduje się bowiem najważniejsza ćakra, a bindi ma chronić przed ubytkami energii poprzez to miejsce.
Współcześnie spotyka się również bindi w postaci papierowych naklejek w różnych kolorach i kształtach.